# Ernst Good
Ernst Good (ur. 14 stycznia 1950 w Tannenheim) – szwajcarski narciarz alpejski, srebrny medalista igrzysk olimpijskich i mistrzostw świata

## Kariera
Największy sukces w karierze Ernst Good osiągnął w 1976 roku, kiedy podczas igrzysk olimpijskich w Innsbrucku wywalczył srebrny medal w slalomie gigancie. W zawodach rozdzielił na podium swego rodaka Heiniego Hemmiego oraz Ingemara Stenmarka ze Szwecji. Po pierwszym przejeździe zajmował drugie miejsce, tracąc do prowadzącego Włocha Gustava Thöniego 0,41 sekundy. W drugim przejeździe uzyskał trzeci wynik, co dało mu drugi czas łączny i srebrny medal ze stratą 0,20 sekundy do Hemmiego. Na tych samych igrzyskach wystartował także w slalomie, jednak nie zdołał ukończyć rywalizacji. Były to jego jedyne starty olimpijskie.
W zawodach Pucharu Świata zadebiutował w sezonie 1974/1975. Pierwsze pucharowe punkty wywalczył 13 stycznia 1975 roku w Adelboden, zajmując dziewiąte miejsce w gigancie. Na podium zawodów tego cyklu pierwszy raz stanął jedenaście miesięcy później, 14 grudnia 1975 roku w Madonna di Campiglio, gdzie był drugi w gigancie. W zawodach tych rozdzielił na podium swego rodaka, Engelharda Pargätziego i Włocha Piero Grosa. Łącznie jeszcze dwa razy plasował się w najlepszej trójce: 18 marca 1976 roku w Mont-Sainte-Anne i 25 lutego 1977 roku w Furano zajmował trzecie miejsce w gigancie. Najlepsze wyniki osiągnął w sezonie 1975/1976, kiedy to zajął dwunaste miejsce w klasyfikacji generalnej, a w klasyfikacji giganta był piąty.
W 1976 roku zdobył swój jedyny tytuł mistrza Szwajcarii, zwyciężając w gigancie. Rok później zakończył karierę.

## Osiągnięcia

### Igrzyska olimpijskie
| Miejsce | Dzień     | Rok  | Miejscowość | Konkurencja | Czas biegu  | Strata  | Zwycięzca   |
| ------- | --------- | ---- | ----------- | ----------- | ----------- | ------- | ----------- |
| 2.      | 10 lutego | 1976 | Innsbruck   | Gigant      | 3:26,97 min | +0,20 s | Heini Hemmi |
| DNF     | 14 lutego | 1976 | Innsbruck   | Slalom      | 2:03,29 min | -       | Piero Gros  |

### Mistrzostwa świata
| Miejsce | Dzień     | Rok  | Miejscowość | Konkurencja | Czas biegu  | Strata  | Zwycięzca   |
| ------- | --------- | ---- | ----------- | ----------- | ----------- | ------- | ----------- |
| 2.      | 10 lutego | 1976 | Innsbruck   | Gigant      | 3:26,97 min | +0,20 s | Heini Hemmi |
| DNF     | 14 lutego | 1976 | Innsbruck   | Slalom      | 2:03,29 min | -       | Piero Gros  |

### Puchar Świata

#### Miejsca w klasyfikacji generalnej
- sezon 1974/1975: 58.
- sezon 1975/1976: 12.
- sezon 1976/1977: 42.

#### Miejsca na podium
1. Madonna di Campiglio – 14 grudnia 1975 – 2. miejsce (gigant)
2. Mont-Sainte-Anne – 18 marca 1976 – 3. miejsce (gigant)
3. Furano – 25 lutego 1977 – 3. miejsce (gigant)